# 136e régiment d'infanterie territoriale
Pour les articles homonymes, voir 136e régiment.
Le 136e régiment d'infanterie territoriale est un régiment d'infanterie territorial de l'Armée de terre française qui a participé à la Première Guerre mondiale.

## Création et différentes dénominations
Le régiment reçoit son numéro par décret du 19 mars 1875. Il doit être formé à Perpignan en cas de mobilisation. Il est mis sur pied à la mobilisation d'août 1914, à deux bataillons. Deux autres bataillons (3e et 4e) sont mis sur pied en février 1915.
Le régiment est dissous le 5 mai 1917. Le 2e bataillon, devenu indépendant, est dissous en janvier 1919.

## Chefs de corps
- août 1914 - octobre 1915 : lieutenant-colonel Olive[5]
- octobre 1915 : commandant Viennot (intérim)[6]
- octobre 1915 - mai 1917: lieutenant-colonel Virey[6],[3]

## Historique des garnisons, combats et batailles

### Première Guerre mondiale

#### Affectations
(juillet 2022).

#### 1914
Le 5 août 1914, le 136e RIT quitte Saint-Gaudens, arrive à Marseille de 7 août et est chargé de la défense du secteur Nord de la Ville en prévision d'une attaque de l'Italie qui est encore incertaine sur sa position. 
Le régiment commence des travaux de défense sur Le Rove et occupe également l'île du Frioul.

Fin août, l'Italie ayant décidé de sa neutralité, le régiment assure le service de la ville et du port.
 
Fin novembre, l'Italie ayant choisi de rejoindre le camp allié, le 2e bataillon du 136e RIT est envoyé dans le camp retranché de Paris.
 
À partir de cette date, l'histoire du 136e régiment d'infanterie territoriale se sépare, Le 2e bataillon étant séparé définitivement durant la guerre du reste du corps.
2e bataillon
Le bataillon quitte Marseille, embarque à Arenc le 29 novembre, débarque le 1er décembre Dammartin-en-Goële et est envoyé immédiatement Mauregard pour des travaux de fortification.

Le 11 décembre il est dirigé à La Courneuve pour renforcer la défense du camp retranché de Paris. 

#### 1915
1er, 3e et 4e bataillons
Les 3 bataillons quittent Marseille, embarquent à Arenc le 16 février, débarquent le 17 à Fontenay-Trésigny et sont rattachés à la 99e division d'infanterie territoriale et 197e brigade d'infanterie territoriale et prennent leurs cantonnements à Rozoy-en-Brie, Voinsles, Villeneuve-la-Hurié, Ormeaux, le château de la Fortelle, Le Mée, Nesles-la-Gilberde, Pézarches ou ils effectuent des travaux de fortification.
En juillet 1915, les bataillons gagnent par étapes, (Rozoy-en-Brie-Nesle-Mortcerf-Esbly-Iverny, la région de Dammartin-en-Goële et cantonnent à Saint-Mard, Rouvres, Dammartin-en-Goële, Longperrier, Othis, Eve-le-Plessis et Belleville où ils commencent des travaux d'une ligne de défense de la voie ferrée Paris-Maubeuge à la route Beaumarchais-Moussy-le-Neuf par Saint-Ladre-des-Bois.
le 1er septembre 1915, les 3 bataillons embarquent à Dammartin-en-Goële, débarquent à Corbie dans Somme et sont dirigés sur Toutencourt et Contay pour effectuer des travaux de fortification, à partir du 4 septembre, au Nord de la route Puchevillers-Val-de-Maison
Le 25 septembre, la brigade, dont dépend le régiment fait mouvement sur Cayeux-en-Santerre par Corbie, Warfusée, Abancourt et Guillaucourt. Le 28 septembre  9 compagnies du 136e R.I.T. relèvent dans le secteur de Lihons les
troupes de la 51e division d'infanterie, en première ligne, et travaillent à la réfection des ouvrages de défense du sous-secteur sous le feu de la mousqueterie ennemie. 
2e bataillon
Le 20 août 1915, le bataillon va cantonner à Drancy; il y restera jusqu'au 12 décembre.

Le 13 décembre, il passe à la 6e armée et est envoyé aux gares régulatrices du Bourget et de Noisy-le-Sec.Pendant trois ans le 2e bataillon sera chargé de réguler, d'assurer et d'envoyer le ravitaillement en vivres et munitions pour les unités combattantes des 3e, 5e et 6e armées

#### 1919
- 15 janvier : 2e bataillon, après avoir servi 3 ans aux gares régulatrices du Bourget et de Noisy-le-Sec.

## Drapeau
Il porte, cousues en lettres d'or dans ses plis, les inscriptions suivantes :
- La Somme 1916

## Sources et bibliographie
- Historique du 136e régiment territorial d'infanterie : Guerre 1914-1918, Toulouse, Imprimerie et librairie Edouard Privat, 1922, 48 p., lire en ligne sur Gallica.